# Štarnov
Štarnov település Csehországban, a Olomouci járásban. Štarnov Lužice, Olomouc, Štěpánov, Šternberk és Bohuňovice településekkel határos. Lakosainak száma 866 fő (2024. január 1.).

## Népesség
A település lakosságának változását az alábbi diagram mutatja:
| Lakosok száma | 573  | 614  | 645  | 679  | 603  | 677  | 729  | 766  | 824  | 866  |
|               | 1869 | 1900 | 1921 | 1961 | 1980 | 2011 | 2016 | 2019 | 2021 | 2024 |